# Велесово
Велесово (словен. Velesovo) — поселення в общині Церклє-на-Горенськем, Горенський регіон, Словенія. Висота над рівнем моря: 430,1 м.